# قصر جبل‌السراج
قصر جبل‌السراج از آثار تاریخی استان پروان در کشور افغانستان است. قصر مذکور مربوط دوره امیر حبیب‌الله خان است.

## پیشینه
به اساس نقل قول محمد ایوب خان فرزند سرورخان پروانی قاضی خانی، که در زمان اعمار این قصر مسئولیت امور مالی و نظارت کار آن را داشت، زمین این کاخ حین مراجعت امیر عبدالرحمن خان ازبخارا در سال ١٨٨۰ میلادی به درخواست وی از سوی رفیق و یار همرزمش سرورخان پروانی به وی بخشش شده بود، چون وقتی امیر عبدالرحمن خان به جبل السراج اقامت داشت رو به سرورخان پروانی کرده گفت: (برادر سرورخان اگر در کابل به مشکل برخوردیم، چی تدبیر داشته باشیم و کجا بود وباش کنیم ؟ سرورخان در جواب گفت: در پروان اقامت می کنیم! همان بود که زمین محل اعمار قصر را از ملکیت شخصی خود به امیر موصوف بخشش نمود.
این ایده بوسیله فرزندش امیر حبیب الله سراج الملة و الدین در ١٣ شعبان ١٣٢٥ هجری قمری مطابق ١٢٨٣ هجری شمسی و ١٩۰٥ میلادی تحقق یافت.

احمد علی کهزاد در کتاب افغانستان در پرتوتاریخ می نویسد: 
مرحوم حبیب الله خان تقریباً در همان جایی (از پروان) که اسکندر بناء اسکندریه را گذاشت، در حدود ٢٣۰۰ سال بعد اساس معتبر ارگی را نهاد.

## ویژگی ها
مساحت زمین قصر ۵۰ جریب زمین بوده، که دارای هشت برج بزرگ در دورا دور آن ساخته شده، حوض آب بازی به شکل پخته از سنگ مرمر خارجی در آن کار شده، یک تعمیر دومنزله درغرب ارگ ساخته شده بود که در زینه های آن سنگ مرمر و در مسطح اتاق ها از چوب ارچه بارنگ های مرغوب استفاده شده بود، در اطراف داخلی ارگ ۱۵۰ اتاق به استفاده محافظین ساخته شده بود که اکثر عساکر نظامی در همین اتقاق ها و برج ها جابجا بودند و از ارگ محافظت میکردند. شیشه ها هم از بلور پنج ملی کارشده بود، مواد تعمیراتی که در اعمار ارگ کار شده بود به شکل پخته و خام بود، دیوار ها و برج ها از گل محلی اعمار شده که در آن سوراخ های ترصد هنوزهم موجود است.
ارگ در چهار اطراف زمین هایی برای سرسبزی دارد. امیر حبیب الله سراج الملة و الدین در تابستان با خانواده خود در این قصر سپری می کردند که تفریه گاه تابستانی او بود.